# Augusto Vaz Serra
Augusto Paes da Silva Vaz Serra GOIP (Coimbra, 5 de Junho de 1905 — 31 de Dezembro de 1994) foi um médico português de patologia e clínica médica e professor universitário.
Em 1920, e com apenas 15 anos de idade, obteve autorização superior para poder frequentar os preparatórios médicos.
Frequentou a Faculdade de Medicina da Universidade de Coimbra a partir do ano seguinte, onde se destacou pela obtenção de elevadas classificações ao longo da sua licenciatura.
Casou com Maria Rosa Alçada Supardo, de quem teve quatro filhos: Augusto, Maria Clara, Maria Luísa e Professor Doutor Adriano Vaz Serra.
Fez o seu doutoramento em medicina em 16 de Dezembro de 1927. Aposentou-se no dia 1 de Maio de 1975, com 70 anos de idade. Foi sepultado no cemitério da Conchada em Coimbra.

## O Professor
- Professor Auxiliar de Medicina Interna entre 1930-1941,
- Professor Catedrático de Dermatologia e Sifiligrafia de 1941-1942,
- Professor Catedrático de Patologia Médica entre 1942-1962,
- Professor Catedrático de Clínica Médica entre 1962-1975.

Como professor tinha duas facetas características: o hábito de se levantar cedo, com a tendência obstinada de marcar as aulas para as 8 horas da manhã e o seu pragmatismo. Reconhecido pela sua vivacidade e capacidade de observação, as aulas constituíam um alinhavar sintético de dados, que levavam os alunos a compreender a associação entre os fenómenos patológicos, ensinando ao mesmo tempo “a raciocinar em termos simples”.

## O Médico
Dotado de  qualidades humanas que o levaram a exercer a medicina como um sacerdócio, foi sempre, durante a sua longa vida profissional, procurado por um elevado número de doentes oriundos dos quatro cantos do país, que o procuravam com uma fé inabalável no médico infalível que os iria curar. No relacionamento com os enfermos estabelecia uma óptima relação terapêutica, encontrando facilmente argumentos para não levar honorários clínicos.
Conquistou um prestígio profissional consensualmente reconhecido pelos seus pares por mérito próprio, graças a uma invulgar capacidade de diagnóstico quando observava os doentes. Num tempo em que poucos meios auxiliares de diagnóstico existiam, desenvolveu muito a sua capacidade de observação, sabendo diferenciar o essencial do acessório, trilhando com segurança os caminhos do diagnóstico, do prognóstico e da terapêutica.
Avesso a honrarias e louvores, dedicou a sua vida ao serviço do próximo com abnegação e humildade, ajudando sempre desinteressadamente todos quantos o procuravam, indiferente a origens sociais, cores políticas, raças ou credos.

## Cargos desempenhados na Universidade[1]
- Director de Clínica dos Hospitais da Universidade a partir de 22 de Maio de 1942
- Professor Catedrático de Dermatologia e Sifiligrafia de 1941-1942
- Professor Catedrático de Patologia Médica entre 1942-1962
- Bibliotecário da Faculdade de Medicina de Coimbra entre 1951 — 1955
- Professor Catedrático de Clínica Médica entre 1962 — 1975
- Director da Faculdade de Medicina de Coimbra entre 8 de Maio de 1956 e 29 de Abril de 1974.

Concomitantemente foi também Director do Laboratório de Análises Clínicas (1965) e igualmente Director do Laboratório de Radioisótopos (1965 a 1970).
Como Director da Faculdade de Medicina destacou-se pela dinamização que soube imprimir a esta instituição.

## Factos de Relevo
- A 21 de Julho de 1930 foi autorizado a visitar as clínicas médicas de França e de Itália.
- A 29 de Junho de 1931 foi nomeado para uma missão de estudo em Espanha. França, Bélgica e Alemanha e, em 5 de Agosto de 1940, para uma missão de estudo em Espanha.
- A 7 de Maio de 1942 tornou-se membro da Comissão encarregada de rever as soluções adoptadas para a Assistência Nacional aos Tuberculosos.
- A 20 de Outubro de 1950 proferiu na Universidade de Coimbra a Oração de Sapientia “A Medicina de Hoje e de Sempre”.
- Em 1952, já Professor Catedrático da Faculdade de Medicina da Universidade de Coimbra, fundou, em parceria com os médicos Albertino da Costa Barros, Justino Girão, Francisco Brito Amaral, Fausto Pimentel, Luís Dantas e Fernando Pimentel, a CLÍNICA DE MONTES CLAROS, unidade de saúde médico-cirúrgica que se mantém em plena laboração, norteada pelos princípios dos seus fundadores.
- Em 1953 efectuou cursos da sua especialidade na Escola Médico-Cirúrgica de Goa.
- A 5 de Abril de 1954 passou a ser vogal da Junta de Energia Nuclear.
- De 10 de Dezembro de 1955 a 21 de Agosto de 1961 regeu a Cadeira de Terapêutica Hidrológica do curso de Climatologia e Hidrologia.
- Em 5 de Janeiro de 1957 tornou-se membro da Comissão Técnica Consultiva da Construção do Hospital Escolar, junto da Comissão Administrativa do Plano de Obras da Cidade Universitária de Coimbra.
- A 5 de Maio de 1970 foi nomeado para a Comissão de aperfeiçoamento e revisão da Ordem dos Médicos.
- Foi editor e proprietário da revista “Coimbra Médica”, onde publicou um número vastíssimo de artigos, sendo célebres as suas notas clínicas sobre o “Erro de Diagnóstico”.

## Sociedades Científicas a que esteve ligado
- Presidente da Sociedade Portuguesa de Medicina Interna[2] (1956)
- Presidente português do American College of Chest Physicians[3]
- Membro correspondente da Academia de Medicina de São Paulo (Brasil)
- Sócio da Société Française de Gastro-Stomatologie.

## Homenagens
Distinções em tempo de vida:
- Doutoramento Honoris Causa pela Faculdade de Medicina da Universidade do Brasil (Rio de Janeiro);
- A 4 de Julho de 1967 recebeu a condecoração de Grande-Oficial da Ordem da Instrução Pública;[4]
- Foi ainda agraciado pela Santa Sé com as insígnias da Ordem de S. Silvestre.

Distinções póstumas:
- Toponímia:

Via Prof. Augusto Vaz Serra (Circular Externa de Coimbra), em 2005, no ano do centenário do seu nascimento.
Rua Professor Doutor Augusto Vaz Serra (Odivelas), em 2008. Junta de Freguesia de Odivelas
Largo Doutor Augusto Pais da Silva Vaz Serra (Currelos - Carregal do Sal), onde se ergue o Pelourinho de Currelos